# Венгер, Арсен
Арсе́н Шарль Эрне́ст Венге́р (фр. Arsène Charles Ernest Wenger; французское произношение: [aʁsɛn vɛŋɡɛʁ]; род. 22 октября 1949, Страсбург) — французский футбольный тренер. В настоящее время занимает должность руководителя отдела ФИФА по глобальному развитию футбола. Был главным тренером лондонского «Арсенала» с 1996 по 2018 год, за этот период стал самым успешным менеджером в истории клуба.
Начал свою тренерскую карьеру в 1981 году — после окончания карьеры футболиста, по ходу которой преимущественно играл в любительских командах. Первый опыт на должности главного тренера получил в клубе «Нанси», где работал с 1984 по 1987 год. После этого принял предложение возглавить «Монако», с которым уже в 1988 году выиграл чемпионат Франции. В 1991 году привёл команду к победе в Кубке Франции. В 1995 году отправился в японский клуб «Нагоя Грампус Эйт», за период управления которым выиграл Кубок Императора и Суперкубок Японии.
В 1996 году был назначен главным тренером «Арсенала». Приход специалиста был встречен без особого энтузиазма как английскими СМИ, так и игроками. В 1998 году стал первым иностранным тренером, выигравшим Премьер-лигу, тогда же привёл команду к «золотому дублю». В 2002 году вновь добился этого результата, победив в чемпионате и Кубке Англии. В 2004 году в третий раз стал чемпионом Англии, по ходу сезона не потерпев ни одного поражения. «Арсеналу» удалось превзойти рекорд «Ноттингем Форест» — 42 матча в чемпионате без поражений подряд, эта серия завершилась на 50-й встрече. При Венгере в 2006 году клуб вышел в финал Лиги чемпионов, в котором, однако, потерпел поражение. Во второе десятилетие своего периода в «Арсенале» француз уделял первостепенное внимание финансам клуба, чтобы покрыть возникающие расходы от переезда на стадион «Эмирейтс». Это совпало с девятилетним периодом без трофеев, который завершился новыми победами клуба в Кубке Англии в 2010-х годах. Венгеру принадлежит рекорд по количеству побед в этом турнире — семь раз. В 2018 году покинул «Арсенал».
Является одним из самых известных тренеров своего поколения, изменившим представление о спорте в целом и своей профессии как в Англии, так и за рубежом. Стиль игры команд Венгера стремился к демонстрации большого количества атакующих действий и зрелищному выступлению на поле. Соперники критиковали «Арсенал» Венгера за наивность и недисциплинированность: с сентября 1996 года по февраль 2014 года его игроки получили 100 красных карточек, хотя команда получала и награды за честную спортивную игру. В «Монако» он заработал репутацию человека, умеющего замечать молодых талантов и развивать молодёжную структуру команды, которую перенёс и в «Арсенал».

## Ранние годы
Арсен Венгер родился 22 октября 1949 года во французском городе Страсбург, в семье Альфонса и Луизы Венгеров. Своё детство Арсен провёл в коммуне Дютленайм, которая находилась неподалёку от Страсбурга. Отец Арсена, Альфонс, как и многие эльзасцы, был призван в немецкую армию насильно после аннексии Германией французского региона Эльзас-Лотарингия. Он был отправлен воевать на Восточный фронт в октябре 1944 года в возрасте 24 лет. Детство Арсена, как и у всех в тех краях, было пропитано послевоенными настроениями. Венгер являлся самым младшим ребёнком в семье, у него были старшие сестра и брат. Родители Арсена были заняты работой практически всегда, в связи с чем они редко разговаривали с ним, однако стали примерами мужества и упорства. В 2007 году в интервью L’Équipe Венгер отмечал, что родители воспитали в нём честность и трудолюбие.
Семья Арсена владела бистро под названием «Золотой Крест» (фр. La Croix d'Or), его отец позднее создал фирму по продаже автомобильных запчастей. По словам отца, Арсен познакомился с футболом примерно в шесть лет. Несмотря на то, что жители коммуны считали этот спорт хорошей формой досуга, а Альфонс даже организовал детскую команду, в которой играли его дети, никто не желал о футбольном будущем для них. В детстве Венгер зачастую был свободен и одинок, вся его жизнь проходила между школой, футбольным полем и церковью, которая играла важную роль в жизни коммуны. Со временем все мысли Арсена стал занимать именно футбол. В своей автобиографической книге он написал, что часто наблюдал за поведением завсегдатаев бистро своих родителей, слушая и вникая в их разговоры, в том числе и о футболе. Венгер перенял от них страсть, несмотря на «алкоголь, драки и склоки», впоследствии в течение жизни внимательно присматриваясь к психологии людей. Обладал любопытством.
Начальная школа, которую посещал Венгер, находилась в ведении католической церкви. В качестве одного из самых способных учеников, он позже был принят в среднюю школу в Оберне. Чтобы поиграть в футбол, Арсену и деревенским мальчишкам часто приходилось просить разрешения у католического священника пропустить вечерню. Несмотря на своё увлечение, Венгер не занимался в футбольных школах, а игры со сверстниками проходили в условном формате — без формы, тренеров, судей. В те годы он симпатизировал «Страсбуру» и мёнхенгладбахской «Боруссии». Финал Кубка европейских чемпионов 1960 года стал одним из немногих матчей, просмотренных Венгером по телевизору в то время, из-за редко выпадающей возможности. Одержавший тогда победу «Реал Мадрид» тоже поразил его, однако позже Арсен, по собственным словам, дважды отказывался уходить в этот клуб из «Арсенала».

## Игровая карьера
Поскольку население Дютленайма было немногочисленным, собирать полные команды из 11 игроков одинакового возраста на детско-юношеском уровне в местной одноимённой команде было проблематично. В составе «Дютленайма» Арсен Венгер стал выступать в начале 1960-х годов, эта команда находилась в низшем дивизионе департамента и часто проигрывала. С того момента и до последних лет своей тренерской карьеры он будет представлять команды, выступающие в красно-белых цветах. В подростковом возрасте Арсена называли petit (с фр. — «маленький»), однако по ходу взросления у него произошёл большой скачок в росте. Один из партнёров Арсена по команде отмечал, что он не выделялся своей скоростью как игрок, однако умел хорошо укрывать мяч. У команды не было полноценного тренера и тренировок, а состояла она в основном из местных деревенских парней. Несмотря на это, сам Венгер всегда относился к матчам серьёзно. Пробелы в технике, допущенные в раннем возрасте, и недостаточные физические кондиции мешали ему достичь высокого игрового уровня. Арсен отличался упорностью и выносливостью, стремлением играть, а также уже тогда анализировал тактику игры. В одном из матчей соперником «Дютлентайма» выступил клуб «Мюциг» из третьего национального дивизиона — команда другого уровня, с полноценным тренером и тренировками. «Дютленайм» проиграл со счётом 1:7, однако Венгер своей игрой в центре поля привлёк внимание главного тренера команды Макса Хильда.
В 1969 году Арсен был принят в клуб «Мюциг», базировавшийся неподалёку от Дютленайма. Как позже отмечал сам Венгер, после смены команды он ощутил иной уровень подхода к игре, а также получил серьёзную поддержку тренера, ставшего для него образцом для подражания. Считалось, что клуб был одним из сильнейших в Эльзасе среди любительских команд. На момент появления Арсена в «Мюциге» ему было уже 20 лет, что было слишком поздним возрастом для построения игровой карьеры на высоком уровне. Футбол не рассматривался как его будущее — планировалось, что Венгер будет вести семейный бизнес по продаже запчастей. В первое время в «Мюциге» он ничем не выделялся, Арсену было сложно адаптироваться к требованиям, но вера тренера и новые шансы позволили ему выправить положение. В 1971 году Венгер поступил на факультет экономических наук и менеджмента в Страсбургский университет. Как позже отмечал сам Арсен, впоследствии обучение помогло ему лучше понимать устройство футбольных клубов, оценивать бюджет и возможности покупки игроков. За годы, которые Венгер провёл в «Мюциге», клубу удалось выиграть Кубок Эльзаса. Также он представлял Эльзас на турнирах, ежегодно проводимых между региональными лигами.
В 1973 году Венгер перешёл в полупрофессиональный клуб «Мюлуз» и совмещал футбол с учёбой. Как и в «Мюциге» первое время на новом уровне было сложным для него — Арсен не находил себе место, а также получил травму. Смена окружения тоже внесла свои трудности, однако на второй год в команде ему удалось обрести себя, усердно тренируясь. В «Мюлузе» Венгер работал под руководством Поля Франца, который, как и Хильд, оказал глубокое влияние на его карьеру. Он придал определённую форму некоторым убеждениям, например — о важности питания и работы над сильными сторонами игрока. По ходу сезона именно Венгер, наряду с двумя другими игроками, был выбран командой для переговоров с руководством на тему зарплаты и премиальных, так как у клуба возникли финансовые трудности. Подобные переговоры, как он позже отмечал, дали полезный опыт. Арсен играл в полузащите, часто располагаясь справа. В последней игре сезона 1974/75 «Мюлуз» обыграл «Нанси» и избежал вылета, но вскоре после этого Франц подал в отставку. Венгер тоже принял решение уйти, вернувшись под руководство Макса Хильда в его новом клубе — «Пьерро Вобан» из Страсбурга. Хильду нужен был полузащитник, который мог бы организовывать игру и контролировать команду. «Вобан» был образован в 1971 году и с тех пор уверенно продвигался вверх в системе французских футбольных лиг — спустя три года игры Венгера в этой команде ей удалось выйти в третий дивизион. Во время выступлений в «Вобане», в 1976 году, Арсен был выбран в национальную команду французских студентов и посетил Нигерию, Ливан и Уругвай, где проходил чемпионат мира среди студентов по футболу. Венгер не участвовал в турнире из-за травмы. Жан-Люк Аррибарт, капитан команды, отмечал, что Арсен взял на себя роль помощника тренера и главного шутника команды.
В 1978 году Хильд перешёл в «Страсбур» на должность тренера резервной команды. Новый пост предполагал от него и работы скаутом, поэтому Хильду нужен был опытный игрок для работы с молодёжью на время его отсутствия. Хильд и Франц рекомендовали Венгера для этой работы, что убедило главного тренера первой команды «Страсбура» Жильбера Гресса остановиться на кандидатуре Арсена. «Страсбур», поклонником которого Венгер являлся в детстве, стал для него, по собственным словам, воплощением мечты, которой он хотел отдать всё что мог. Приходя на тренировки первым, Арсен был игроком, отвечал за академию и возглавлял молодёжную команду. Хильд помог Венгеру начать первые шаги в своей карьере тренера. Они стали часто ездить друг с другом на просмотр других футбольных матчей, чаще немецкой Бундеслиги. Как игрок, Венгер сместился из полузащиты в зону защиты, где стал играть на позиции либеро в матчах резерва. В ноябре 1978 года Арсен дебютировал за первую команду в игре против «Дуйсбурга» в Кубке УЕФА (матч «Страсбур» проиграл 0:4). Месяц спустя Венгер сыграл против действующих чемпионов Франции «Монако» в Первом дивизионе. В конце сезона 1978/79 «Страсбур» выиграл чемпионат, но Венгер не участвовал в праздновании, так как был занят молодёжной командой.
В последние два года своей игровой карьеры Венгер в основном занимался тренерской работой. Он осознал важность владения английским языком и во время каникул записался на трёхнедельные языковые курсы в Кембриджском университете. По ходу своей работы он обретал новые навыки и старался изучать дополнительную информацию, такую как методические труды или записи тренировок. По собственному признанию, Венгер стремился найти новые методики для молодых игроков, которые позволяли бы им улучшить свою игру. Например, он впервые пригласил в клуб психолога, проводившего личные беседы с футболистами. Также Арсен хотел развивать интеллект игроков, чтобы они могли преодолевать давление во время матчей и принимать правильные решения. Впоследствии Венгер прошёл обучение в региональном центре физического воспитания CREPS, а также Национальной академии футбола в Виши, получив тренерскую лицензию в 1981 году. По ходу сезона он также вышел на поле в матче Кубка Франции против «Ангулема». Как позже отмечал Венгер, окончание его игровой карьеры произошло естественным образом. Несмотря на то, что работа в академии «Страсбура» была для Арсена комфортной — он имел достаточную свободу и мог влиять на жизнь клуба — француз хотел прогрессировать в тренерском ремесле и познать других игроков, тренеров и их методики. Руководители клуба считали, что ему нужно остаться и с течением времени возглавить первую команду, но Венгер пошёл по иному пути.

## Тренерская карьера

### «Канн», «Нанси» и «Монако» (1983—1994)
Управленческие навыки, которые Арсен Венгер проявил в «Страсбуре» впечатлили многих французских тренеров. В одном из своих матчей он познакомился с на тот момент тренером «Мюлуза» Жаном-Марком Гийу и в течение нескольких часов говорил с ним о футболе. Когда Гийу стал тренером клуба Лиги 2 «Канн». он предложил Венгеру стать его помощником, а также отвечать за работу академии. В этой должности Арсен стал работать в 1983 году. Его обязанности перетекали от руководителя академии до ассистента тренера, в качестве которого он отвечал за сбор информации о командах соперников и прививал игрокам дисциплину на тренировках. Иногда он мог проводить до четырёх тренировок в день, включая молодёжные и взрослую команду. После прихода в «Канн», Венгер совершил своё первое тренерское подписание игрока в команду, которым стал Ламин Н’Диай. Гийу искал центрального нападающего, и Арсен, приметивший выделявшуюся статистику сенегальца в журнале France Football, пригласил его на неформальный просмотр. Гийу одобрил кандидатуру игрока, после чего с нападающим подписали первый для него официальный контракт. Приверженность Венгера футболу была очевидна — когда президента «Канна» Ришара Конте спросили, чем молодой тренер занимается в свободное время, он ответил следующее: «Видео, видео, видео. Он всегда смотрел видеоролики с игрой соперников, своей собственной команды. Неважно, в какое время суток». Арсен поначалу испытывал трудности с перестройкой собственного видения футбола, так как в эльзасских командах, где он играл и работал до этого, в основном играли средними и длинными передачами, а в «Канне» была более техничная игра в мелкий пас, игра также выделялась большей жёсткостью. По окончании сезона команде Венгера не удалось выйти в Лигу 1, но они дошли до четвертьфинала Кубка Франции. Несмотря на то, что переход из «Страсбура» в «Канн», по собственному замечанию Венгера, был шагом назад в плане уровня самого клуба, он отметил, что проведённый в команде сезон стал для него большим опытом, так как Арсен был полностью задействован в формировании структуры команды, академии и подборе игроков. Не избежав и совершения своих первых ошибок, именно в «Канне» Венгер обнаружил, что, благодаря сильной воле, можно прогрессировать и добиваться результата, располагая ограниченными средствами. Его работа по повышению уровня команды не осталась незамеченной, и в уже 1984 году он принял предложение стать главным тренером «Нанси».
Венгер, как сам позже отмечал, к тому моменту осознал, что готов работать и главным тренером. Задача по сохранению «Нанси» в качестве клуба Лиги 1 была сложной, так как Венгер получил в распоряжение команду невысокого уровня и ограниченные средства на трансферы. Получив должность главного тренера первого дивизиона уже в 33 года, в первое время Арсен встречался с определённым недоверием от некоторых опытных игроков клуба, среди которых были Эрик Мартен, Рубен Умпьеррес, Брюно Жермен. Венгер получил серьёзный вызов, однако, как и в предыдущих командах, получил карт-бланш от президента Альдо Платини, отца Мишеля. В свой первый сезон в «Нанси» Венгер нанял диетолога, чтобы тот объяснил преимущества здорового питания игрокам, а также обязал их не перекусывать перед играми. Он перевёз команду из обычного летнего тренировочного лагеря в Валь Торанс, чтобы игроки могли работать в горной местности. Платини отметил, что этот шаг способствовал их удачному старту в чемпионате. Он заострял внимание на том, чем игроки живут вне тренировок и матчей: сон, окружение, ментальное состояние. Венгер отмечал, что для демонстрации лучшей игры футболисту необходимы идеальные кондиции во всём. Француз привёл клуб к 12 месту в чемпионате. Он отличался тем, что постоянно менял состав команды, но это не помешало занять строчку в середине таблицы. Игроков нередко переводили на другие позиции, и некоторым это позволило раскрыть свой потенциал. Эрик Бертран, нападающий, ранее выступавший в низших дивизионах, был переведён на позицию защитника, а Эрик Ди Меко к концу пребывания Венгера в «Нанси» перешёл с позиции левого вингера на позицию флангового защитника. После первого сезона в «Нанси» Венгер ввёл в состав некоторых игроков академии, тем самым омолодив опытную команду. Её уровень снизился, и поражений стало больше. Сезон 1985/86 завершился для клуба менее удачно: он занял 18-е место, что означало необходимость сыграть в матчах на вылет. Благодаря победе по сумме игр плей-офф с «Мюлузом» команде Венгера удалось сохранить место в высшей лиге. Чтобы избежать финансовых трудностей, «Нанси» был вынужден продать нескольких лучших игроков своего состава, и у Венгера в распоряжении было небольшое количество средств для работы. В связи с недостатком денег Арсену приходилось самому договариваться даже о поставке футбольных мячей на сезон. По ходу своего пребывания в «Нанси» француз стремился усилить вовлечённость всех игроков в команду, добиваясь от них того же уровня вовлечённости, который был у него. В этот период у Венгера возникло желание быть менеджером в полном понимании этого слова, контролировать большую часть вопросов в отношении команды самостоятельно. В следующем сезоне его команда заняла 19-е место и вылетела в Лигу 2. Несмотря на неудачный исход, руководство сохраняло веру в Венгера и предложило ему новый контракт. С связался и другой клуб — «Монако», по поводу вакантной должности главного тренера. После определённых раздумий, Арсен принял это предложение.
Клуб из одноимённого княжества предложил молодому тренеру оптимальные для него условия проведения тренировок и жизни, что стало определяющим фактором в выборе Венгером этой команды, так как он в тот период получил и другие предложения. Как и до этого в «Нанси», в первый период в новом клубе Арсен встретился со скептическим настроением в свою сторону от некоторых футболистов «Монако», не сильно различавшихся с ним по возрасту. Ещё до прихода в клуб Венгер приметил несколько игроков, которых он хотел бы пригласить в свой новый коллектив. В качестве свободных агентов были подписаны полузащитник «Тоттенхэм Хотспур» Гленн Ходдл и защитник Патрик Баттистон из «Бордо». Нападающий Марк Хейтли покинул «Милан», чтобы перейти в «Монако». Перед новой командой Венгера стояла амбициозная задача выхода на новый уровень — к тому моменту клуб давно не побеждал в чемпионате Франции, а также неудачно выступал в Кубке чемпионов. Уже в дебютном сезоне тренера «монегаски» выиграли чемпионат, на шесть очков опередив занявший второе место «Бордо». Удачный старт Венгера постепенно развеял сомнения по поводу его соответствия занимаемой должности на более высоком уровне, чем раньше. Несмотря на это, по собственным словам, он стремился «сохранить голову холодной», так как ранее нередко сталкивался с поражениями. Венгер отмечал, что его характер в первые годы в «Монако» определял «баланс амбиций и скромности». По ходу работы в команде ему удалось утвердить свои ценности и обозначить видение тренировок. Он наладил контакт с опытными и ведущими игроками, в числе которых были Мануэль Аморос и Жан-Люк Эттори, которые стали проводниками его идей. Венгер отличался высокой работоспособностью и заряжал энергией своих игроков, проявляя жёсткую требовательность к ним. Он обращал внимание на любые мелочи и был особенно требователен к состоянию игрового поля. Стремясь получить полную отдачу от игроков, Арсен старался личным примером показать необходимость провозглашаемых им ценностей, соблюдая, в частности, диету. В следующем сезоне 1988/89 «Монако» не смог удержать чемпионство и занял третье место, пропустив вперёд «Олимпик Марсель» и «Пари Сен-Жермен». По ходу сезона «монегаски» вышли в 1/4 финала Кубка чемпионов 1988/89, где проиграли турецкому «Галатасараю». Выступление в Кубке Франции завершилось для «Монако» в финале, где команда уступила «Марселю» со счётом 3:4. В этот год Венгер пригласил в команду либерийского нападающего Джорджа Веа, который тогда выступал в Камеруне. Работая с Арсеном, ему удалось увеличить уровень своей игры и войти в основной состав команды, создав связку с Гленном Ходдлом. Впоследствии Веа заработал репутацию одного из лучших футболистов в мире и выиграл «Золотой мяч».
В сезоне 1989/90 «Монако» снова занял третье место. Ещё одним молодым талантом «Монако», построившим в будущем успешную карьеру, стал Лилиан Тюрам. Его Венгер переманил из любительского клуба «Фонтенбло». Однако Тюраму, в отличие от Веа, не сразу удалось попасть в основной состав, в частности из-за серьёзной травмы, которая на год вывела его из строя. Венгер верил в молодого игрока, отмечая у него необходимые для команды качества, и позже он стал игроком старта. Помимо Веа и Тюрама, Венгер задействовал и игроков академии, среди которых был Эмманюэль Пети. Сезон 1990/91 продемонстрировал соперничество между «Монако» и «Марселем» за чемпионство в национальной лиге. В финале Кубка Франции 1990/91, куда «монегаскам» вновь удалось выйти, клуб взял реванш у «Марселя» за прошлое поражение на этой стадии, что произошло благодаря голу вышедшего на замену Жеральда Пасси. Венгер отмечал, что клубу удавалось добиться прогресса за счёт методик тренировок, интенсивности подготовки, охватывавшей все сферы жизни игрока, удачной обстановке, высокому уровню инфраструктуры, и разработке методики оценки игроков. Методика оценки позволила более объективно оценивать игру футболистов, позволила искать недорогие варианты усиления состава на трансферном рынке, а также смелее давать шансы игрокам академии.
В сезоне 1991/92 «монегаски» дошли до финала Кубка обладателей кубков не потерпев по ходу турнира ни одного поражения. Перед финальной игрой против бременского «Вердера» полузащитник Клод Пюэль получил травму, что ослабило команду в обороне. На настроение команды повлияла и трагедия на стадионе «Арман Сезари», где по ходу встречи в Кубке Франции обрушилась одна из трибун. Матч «Монако» с «Вердером» мог быть отменён, но в итоге он состоялся, и победу одержала немецкая команда. Впоследствии «монегаскам» так и не удалось вернуть себе чемпионство при Венгере. Несмотря на проблемы с составом в сезоне 1993/94, весной 1994 года «Монако» удалось выйти в полуфинал Лиги чемпионов, где команда проиграла будущим победителям соревнования — «Милану». Выход в полуфинальную стадию этого европейского турнира стал на тот момент лучшим результатом в истории «Монако». После достижений своей работы в «Монако» Арсен Венгер стал объектом внимания немецкого клуба «Бавария», который хотел выбрать этого специалиста в качестве следующего тренера. «Монегаски» отказались его отпускать, решил остаться и сам Венгер, но из-за неудачного начала сезона 1994/95 он был уволен уже в сентябре, когда команда занимала 17-е место в таблице.

### «Нагоя Грампус Эйт» (1994—1996)
Вскоре после увольнения из «Монако» Венгер отправился в Объединённые Арабские Эмираты для участия в серии конференций, проводимых организацией ФИФА. Он был членом технического комитета руководящего органа, ответственного за анализ чемпионата мира 1994 года, и выступил с докладом перед тренерами развивающихся футбольных стран. За его выступлением внимательно следили японские делегаты, тогда как Япония вложила большую сумму средств в реструктуризацию системы футбольных лиг. Представители компании Toyota, основного владельца клуба «Нагоя Грампус Эйт», вскоре вышли на Венгера и предложили ему стать главным тренером клуба. Переговоры с французом заняли два месяца — хотя идея работы за границей ему понравилась, Венгер не стал принимать поспешных решений. За это время он обратился за советом к своим близким друзьям и семье, а также полетел в Японию, чтобы посмотреть на прощальный матч нападающего Гари Линекера, который выступал в составе «Нагои». В декабре 1994 года Венгер согласился стать главным тренером японского клуба, заключив с ним двухлетний контракт на сумму 75 млн иен в год.
После прихода в новую команду Венгер занялся комплектованием состава её игроков и персонала. В качестве ассистента он пригласил бывшего главного тренера «Валансьена» Боро Примораца, с которым подружился во время действия скандала с договорными матчами. Новыми игроками клуба стали защитник «Васко да Гама» Александр Торрес, а также Франк Дюрикс — из «Канна». Ещё одним новичком стал Жеральд Пасси, с которым Венгер ранее работал в «Монако». В сезоне до прихода Венгера «Нагоя» заняла последнее место в таблице Джей-лиги, неудачная серия матчей из нескольких поражений подряд продолжилась и в следующем розыгрыше чемпионата. Венгер предпринял действия для изменения сложившейся ситуации — изменил свой стиль управления, став менее дружелюбным к игрокам, а также открыто сомневался в их рвении. Чтобы поднять боевой дух, во время паузы между играми в середине сезона он поехал с командой в Версаль, где она прошла через строгий, но творческий режим тренировок. От игроков ожидали, что они будут сами принимать решения на поле, а не полагаться на своего тренера. Полузащитник Драган Стойкович стал одним из тех игроков, на которых работа с Венгером повлияла в положительную сторону. Его методы принесли желаемый результат — «Нагоя» выиграла 17 из 27 следующих игр и заняла второе место в розыгрыше японского чемпионата. Вскоре Венгер был признан лучшим тренером 1995 года в Джей-лиге, а Стойкович получил награду лучшему игроку. В январе 1996 года французский специалист привёл клуб к первому трофею в своей истории — «Нагоя» обыграла команду «Санфречче Хиросима» и выиграла Кубок Императора. Спустя два месяца они заполучили и Суперкубок Японии, победив «Иокогама Маринос» (2:0). Успех укрепил статус «Нагои» в японском футболе, а также личную репутацию Венгера — он был несколько удивлён похвалой, которая шла в его адрес.
В середине сезона 1996 года «Страсбур» обратился к нему с предложением вернуться в команду, но уже в качестве главного тренера. Арсен отклонил это предложение, поскольку ранее к нему поступил интерес от лондонского «Арсенала». Вице-председатель совета директоров этого клуба Дэвид Дейн поддерживал контакт с Венгером после их первой встречи и часто присылал ему видеозаписи матчей, чтобы узнать мнение француза о них. Совет директоров отверг предложение Дейна о назначении Венгера ещё в 1995 году, но беспокойство по поводу Брюса Риоха, преемника многолетнего тренера команды Джорджа Грэма, привело к тому, что после работы в Японии они более лояльно отнеслись к кандидатуре француза.
28 августа 1996 года Арсен Венгер провёл свою последнюю игру в качестве главного тренера «Нагои», после чего произнёс прощальную речь, поблагодарив болельщиков на японском языке. Оценивая его время в Японии, биограф Джаспер Рис написал, что француз оставил неоднозначное наследие в клубе, поскольку вместе с первыми трофеями клуб нестабильно выступал в чемпионате, выиграв своё первое чемпионство только 2010 году. Впоследствии Венгер положительно отзывался о времени, которое он провёл в тот период. Арсен отмечал заслугу японской культуры в улучшении своего темперамента и возрождения страсти к футболу. В 2003 году он вернулся в Японию в качестве телевизионного комментатора матчей Кубка конфедераций, спустя десятилетие «Арсенал» встретился с «Нагоей» в предсезонном товарищеском матче.

### «Арсенал» (1996—2018)

#### Назначение и дебютный сезон (1996—1997)
В августе 1996 года Брюс Риох был уволен с поста главного тренера «Арсенала». На время поиска нового специалиста исполняющими обязанности тренера поочерёдно стали Стюарт Хьюстон и Пэт Райс. В качестве фаворита на вакантное место назывался Йохан Кройф, однако в итоге предложение Дейна нанять Арсена Венгера было принято. Руководство не сразу представило общественности личность следующего тренера команды, но после подписания клубом французских полузащитников Патрика Виейра и Реми Гарда усилились предположения, что им станет Венгер. 22 сентября 1996 года он был представлен в качестве менеджера лондонского «Арсенала». Официальное вступление в должность произошло 1 октября — Венгер стал первым французом, который возглавил клуб Премьер-лиги (и третьим иностранцем в целом).
Его приход в «Арсенал» был воспринят неоднозначно некоторыми игроками клуба, болельщиками и местными СМИ. Хотя его имя называлось в списке претендентов на должность будущего технического директора Футбольной ассоциации Англии, Венгер был относительно неизвестен в английском футболе. Репортаж Гленна Мура в газете The Independent от 24 сентября 1996 года подчеркивал подобное настроение: «Это показатель замкнутости английской игры, что когда имя Арсена Венгера прозвучало в качестве предпочтительного кандидата „Арсенала“ на вакантную должность наставника, многие болельщики спрашивали: „Какой Арсен?“». В отличие от своих предшественников, француз получил полный контроль над трансферами, контрактами и тренировочным процессом, а совет директоров решил не вмешиваться в дела команды. Одним из первых его действий на посту главного тренера был разговор с опытными игроками о том, что у них есть будущее в клубе. Тем не менее Венгер отмечал, что состав был «немного тесноват» и нуждался в дополнительной конкуренции за место в старте. Арсен применил практический подход к тренировкам, что зарядило команду энергией, а также предпринял шаги по изменению культуры потребления напитков. Хотя вначале он разрешал игрокам выпивать пинту пива, им было запрещено пить в своей комнате отдыха и в выходные дни. Позже Венгер запретил игрокам выпивать алкоголь вместе. Также он продвигал макароны как предматчевое блюдо, поощрял потребление варёной курицы и не хотел, чтобы игроки ели нездоровую пищу. Футболисты получали дополнительные витаминные инъекции и креатин, что снижало их усталость и повышало выносливость.
«Сначала я думал: да что этот француз знает о футболе? Он носит очки и скорее похож на школьного учителя. Он явно не будет столь хорош, как Джордж [Грэм]. Да и способен ли он нормально говорить по-английски?»
Первым матчем Венгера в «Арсенале» стала победа на выезде над «Блэкберн Роверс» со счётом 2:0 12 октября 1996 года. Несмотря на это, ещё до своего вступления в должность он предложил и. о. Пэту Райсу «одно или два изменения» в составе во время матча «Арсенала» в Кубке УЕФА против мёнхенгладбахской «Боруссии», который «канониры» проиграли. Это вмешательство расстроило капитана клуба Тони Адамса, который при первой встрече с Венгером выразил ему своё разочарование. Француз в свою очередь решил принять критику и постарался прислушаться к оценке Адамса. Такой подход к управлению нашёл отклик у других игроков, которые поначалу скептически относились к идеям Венгера. Английские игроки часто подшучивали над ним, чтобы расслабить обстановку, прозвав его «инспектором Клузо» — из-за неуклюжего характера. Адамс позже сказал, что чувство юмора Венгера и его самоирония помогла укрепить командный дух. Уже в ноябре 1996 года были распространены негативные слухи о личной жизни Венгера, одна из газет даже сообщила, что его уход из «Арсенала» неизбежен. Вернувшись из поездки в Страсбург к родителям, француз встретился с прессой и опроверг эти заявления. В течение сезона 1996/97 «Арсенал» в определённые моменты лидировал в Премьер-лиге, но плохая форма команды в феврале 1997 года не позволила «канонирам» выиграть чемпионский титул. Первый сезон Венгера в «Арсенале» завершился для его команды третьим местом в итоговой таблице, лишь по разнице забитых и пропущенных мячей уступив квалификацию в Лигу чемпионов клубу «Ньюкасл Юнайтед».

#### Первые успехи (1997—2002)
В рамках подготовки к сезону 1997/98 Венгер отправил команду в Австрию, куда «Арсенал» стал возвращаться на предсезонное турне и в последующие годы. За проведённые интенсивные тренировки футболистам устроили вечер отдыха. Полузащитник Рэй Парлор, по собственным словам, провёл его в местном пабе с другими английскими игроками, в то время как «французские парни» отправились в кафе и курили. «Как же мы собираемся выиграть лигу в этом году? Мы все обпились, эти пыхтят», — вспоминал он. В этот период Венгер продолжал дорабатывать состав. Согласовав трансфер Джона Хартсона в «Вест Хэм Юнайтед» в феврале 1997 года, он убедил французского молодого игрока Николя Анелька перейти в «Арсенал». Также Венгер договорился со своим прошлым клубом «Монако» о трансферах Кристофера Вре, Жиля Гриманди и Эмманюэля Пети. Двое последних на момент перехода считались защитниками, но французский специалист считал, что они способны играть в полузащите. Для устранения недостатков собственной открытой игры у «Аякса» был приобретён вингер Марк Овермарс, а Пол Мерсон перешёл в «Мидлсбро». По мнению Венгера, его клуб не смог выиграть Премьер-лигу из-за плохой игры на своём поле, он считал, что команде нужно больше скорости и мощи. «Арсенал» удачно начал новый сезон, но в ноябре команда испытывала трудности. Хотя «канониры» и обыграли «Манчестер Юнайтед» на «Хайбери» без дисквалифицированного Денниса Бергкампа, это была их единственная победа в чемпионате за весь месяц. Поражение дома от «Блэкберн Роверс» оставило клуб на шестой позиции в лиге перед Рождеством и, казалось, выбило «Арсенал» из борьбы за титул. Нападающий Иан Райт был освистан болельщиками за свою игру, на что он ответил встречной критикой болельщиков. Венгер провёл собрание команды, на котором обсуждались насущные проблемы и варианты их решения. Основные игроки защиты дали понять, что они хотят, чтобы Виейра и Пети подстраховывали их.
«Арсенал» стал неуклонно сокращать своё отставание, а победа над «Уимблдоном» в марте 1998 года обострила противостояние между ними и действующими чемпионами — «Манчестер Юнайтед». В преддверии игры Венгер заявил, что «Арсенал» может выиграть лигу, отметив, что ещё несколько недель назад людям было трудно поверить в сохранившиеся шансы у команды на трофей. Арсен отметил, что «красным дьяволам» не удалось увеличить отрыв, поэтому гонка за титул стала возможна. В их очной встрече на стадионе «Олд Траффорд» Овермарс забил решающий гол, обеспечив «Арсеналу» победу с минимальным счётом. За этим результатом последовало девять побед подряд в чемпионате, последняя из которых была одержана в домашнем матче против «Эвертона» и закрепила за «канонирами» статус победителя турнира. Венгер стал первым тренером не из Британии, которому удалось выиграть высший английский дивизион. Когда его команда победила «Ньюкасл Юнайтед» в финале Кубка Англии 1998 года, он стал обладателем «золотого дубля».
Летом Венгер настоял на переходе Райта в «Вест Хэм», после чего сделал Анелька основным нападающим на сезон 1998/99. Решение тренера не усиливать атаку «Арсенала», в сочетании с аэрофобией Бергкампа, привело к тому, что в заявке клуба на Лигу чемпионов был всего один профильный нападающий. Участие «канониров» в турнире было коротким, они вылетели на групповом этапе. Форма команды во внутренних турнирах тоже была посредственной. В январе 1999 года, для усиления атакующих возможностей, «Арсенал» подписал нигерийца Нванкво Кану, появление которого оживило команду. Она начала победную серию, похожую на выступление в прошедшем сезоне. В итоге «Арсенал» расположился на втором месте после «Манчестер Юнайтед», упустив первенство в самом конце турнира. «Юнайтед» переиграл «Арсенал» и в полуфинале Кубка Англии, по результатам дополнительного времени второго матча. В августе 1999 года Анелька перешёл в «Реал Мадрид», пригрозив забастовкой, если ему не позволят перейти в эту команду. Венгер использовал часть доходов, полученных от продажи Анелька, для финансирования строительства тренировочного центра «Арсенала». Также он обновил линию нападения, подписав Давора Шукера и Тьерри Анри. По замыслу Венгера, Анри должен был стать партнёром Анелька, но из-за ухода последнего этот план был пересмотрен. Следующие сезоны не принесли команде новых трофеев. Осенью 1999 года «Арсенал» снова вылетел из Лиги чемпионов на групповом этапе, но продолжил своё выступление в Кубке УЕФА. Венгер довёл команду до финала, где она проиграла «Галатасараю» по серии пенальти. В чемпионате «Арсенал» отстал от «Манчестер Юнайтед» на 18 очков, заняв второе место, и хотя в сезоне 2000/01 сократил отставание до восьми очков, вновь не смог всерьёз претендовать на титул. В этом сезоне случился ещё один неудачный финал для команды Венгера — в Кубке Англии. Финальная игра завершилась победой «Ливерпуля» благодаря двум голам Майкла Оуэна в концовке встречи. Арсен сожалел, что его команда не смогла реализовать свои моменты, но отказался винить в упущенных моментах отдельных игроков.
Поражение в финале Кубка Англии побудило Венгера внести изменения в состав. Он подписал молодых игроков сборной Англии Ричарда Райта и Фрэнсиса Джефферса, полузащитника Джованни ван Бронкхорста из «Рейнджерс» в качестве партнёра для Виейра, а также убедил защитника Сола Кэмпбелла перейти из «Тоттенхэм Хотспур» на правах свободного агента. Приход Кэмпбелла укрепил оборону, которая уже несколько лет находилась в процессе перестройки — основные защитники Стив Боулд и Найджел Уинтерберн покинули «Арсенал» в этот период, воспитанник клуба Эшли Коул заменил Силвиньо на позиции левого защитника, а Лорен выступал в качестве дублёра Ли Диксона. Полузащитникам Фредди Юнгбергу и Роберу Пиресу, которые были приобретены в предыдущие трансферные окна, удалось закрепиться в стартовом составе. Сезон 2001/02 стал удачным для «Арсенала». Венгеру вновь удалось привести клуб к «золотому дублю». Решающим моментом всего сезона стала гостевая победа над «Манчестер Юнайтед» в предпоследней игре чемпионата. Тогда Сильвен Вильтор забил победный гол, принеся своему клубу 12-е чемпионство и третий дубль в его истории, так как четырьмя днями ранее «Арсенал» обыграл «Челси» в финале Кубка Англии. «Канониры» забивали в каждом матче национального чемпионата по ходу сезона и ни разу не проиграли на выезде.

#### Сезон без поражений и уход с «Хайбери» (2002—2006)
После ухода Тони Адамса Арсен Венгер назначил Виейра новым капитаном команды, а также сделал несколько новых приобретений. В «Арсенал» перешли защитник Паскаль Сиган, полузащитник Жилберту Силва и перспективный молодой игрок Коло Туре. Венгер был уверен, что его команда сохранит чемпионство. «Арсенал» установил новый рекорд Премьер-лиги уже в стартовой игре сезона 2002/03 — победа над «Бирмингем Сити» (2:0) стала их 14-й подряд в чемпионате. Впоследствии «канонирам» удалось побить ещё несколько рекордов, одним из которых стал результат «Ноттингем Форест» — 22 выездных матча в рамках Премьер-лиги подряд без поражений. Затем был превзойдён рекорд «Манчестер Юнайтед» — 29 встреч высшего дивизиона Англии без поражений подряд. В октябре 2002 года «Арсенал» проиграл «Эвертону», после чего не мог одержать ни одной победы на протяжении четырёх матчей. Хотя к марту 2003 года команда Венгера создала преимущество в восемь очков над занимающим вторую позицию «Манчестер Юнайтед», в последние недели сезона она уступила победу в чемпионате «красным дьяволам». «Юнайтед» удалось перехватить инициативу в гонке за титул, когда «Болтон Уондерерс» сыграл вничью с «Арсеналом» (2:2). Во время этой встречи Венгер демонстрировал отчаяние, ослабляя галстук и выкрикивая указания с боковой линии. Журналист BBC Sport Фил Макналти написал: поведение Венгера говорило, что он видел ускользание титула из своих пальцев. В конце сезона «Арсеналу» удалось сохранить титул победителя Кубка Англии, победив «Саутгемптон».
Во время летней предсезонной подготовки Венгер организовал встречу с игроками, чтобы выяснить причины результата в чемпионате. Мартин Киоун посчитал, что тренеру не стоило публично заявлять о высоких шансах на сезон без поражений перед его началом, когда Венгер говорил, что уверен в сохранении чемпионства. Француз ответил, что действительно считает такое возможным, так как команда обладает правильным сочетанием техники, интеллекта и физического развития. Несмотря на упущенное чемпионство, «Арсенал» практически никем не усилил состав, учитывая ограниченные финансовые возможности, которые возникли в связи с затратами на строительство нового стадиона для клуба. Единственным крупным подписанием стал Йенс Леманн, который заменил Дэвида Симена на позиции вратаря. Венгер сохранил своих лучших игроков, несмотря на интерес к ним со стороны нового владельца «Челси» Романа Абрамовича. В шестом матче чемпионата Англии 2003/04 против «Манчестер Юнайтед» игроки «Арсенала» были вовлечены в драку из-за удаления Виейра в концовке встречи. Несколько футболистов были оштрафованы Футбольной ассоциацией, Венгер же извинился за чрезмерную реакцию своей команды. После игры с «Ньюкаслом» журналист The Daily Telegraph Генри Уинтер отметил, что гол Тьерри Анри в начале игры отразил лучшие качества «Арсенала» — ловкий пас и умное движение. Сезон завершился для «канониров» победой в чемпионате Англии без единого поражения — подобного достижения ранее удалось добиться лишь команде «Престон Норт Энд» 115 лет назад, ещё в рамках Футбольной лиги.
Беспроигрышная серия команды продлилась и в следующем сезоне 2004/05. Её окончание случилось в 50-й встрече 24 октября 2004 года, когда «канониры» проиграли «Манчестер Юнайтед» со счётом 0:2. Таким образом, «Арсенал» установил рекорд лиги по количеству матчей без поражений подряд — 49. Сам сезон завершился для клуба вторым местом в таблице лиги после «Челси», который оторвался от «Арсенала» на 12 очков. Однако в сезона подопечным Венгера вновь удалось выиграть трофей — Кубок Англии, когда «Арсенал» переиграл «Манчестер Юнайтед» в серии пенальти. Появление Сеска Фабрегаса в стартовом составе команды побудило Венгера продать Виейра в «Ювентус» в июле 2005 года. Он заметил, что пара полузащитников была неэффективной, и посчитал, что сохранение Фабрегаса пойдет на пользу будущему клуба. Сезон 2005/06 стал началом переходного периода для «Арсенала», поскольку он был последним для клуба на своём стадионе «Хайбери». Команда заняла четвёртое место в Премьер-лиге и впервые за время пребывания Венгера в должности главного тренера не попала в двойку лучших. Несмотря на это, команде удалось добиться успеха в Лиге чемпионов — дойти до финала, обыграв по пути такие команды как «Реал Мадрид», «Ювентус» и «Вильярреал». «Арсенал» не пропустил ни одного гола на стадии плей-офф. В финале против «Барселоны» в мае 2006 года «Арсеналу» удалось первым выйти вперёд, но в итоге английский клуб упустил победу — 1:2. Это поражение сделало Венгера первым тренером, проигравшим финал в каждом из трёх главных клубных турниров УЕФА, разыгрывавшихся на тот момент: ранее он проиграл финал Кубка обладателей кубков (с «Монако» в 1992 году) и финал Кубка УЕФА (с «Арсеналом» в 2000 году).

#### Переезд на «Эмирейтс» и годы без трофеев (2006—2013)
Летом 2006 года Венгер курировал переезд «Арсенала» на стадион «Эмирейтс». На этапе строительства он назвал появление нового стадиона жизненно важным для финансового будущего клуба и считал, что «Арсенал» сможет привлекать лучших игроков. В этот период «Эмирейтс» требовал дополнительных вложений для устранения возникающих проблем, поэтому клуб отдавал приоритет финансированию стадиона, а не команды. Венгер продал некоторых опытных игроков, таких как Кэмпбелл, Лорен и Пирес, обменял Коула в «Челси» на защитника Вильяма Галласа, а также ввёл в состав главной команды молодых игроков, Тео Уолкотта и Алекса Сонга. Видоизменённому коллективу удалось выйти в финал Кубка лиги, сыгранном в феврале 2007 года. Тогда новый «Арсенал» стал самой молодой командой, игравшей в финале английского кубка (средний возраст игроков — 21 год). Победителем встречи оказался «Челси», обыграв «канониров» со счётом 1:2. Розыгрыш чемпионата Англии в сезоне 2006/07 вновь завершился для «Арсенала» четвёртым местом. Уже в ноябре, после поражения от «Болтона», Венгер исключил возможность победы в лиге. Отсутствие у команды прямолинейности и эффективности владения мячом являлось привычной темой для обсуждения во время сезона.
В апреле 2007 года Дэвид Дейн покинул «Арсенал» из-за «непримиримых разногласий» по поводу будущего клуба. Венгер назвал момент его ухода «печальным днём для „Арсенала“», потребовав от совета директоров заверений относительно своего будущего, а также разъяснения причин ухода Дейна. Перестановки в совете директоров повлияли на решение капитана клуба Тьерри Анри покинуть «Арсенал» в июне 2007 года, что привело к неопределенности относительно самого Венгера. В сентябре 2007 года он подписал новый трёхлетний контракт, назвав «Арсенал» клубом всей жизни. В 2021 году Венгер рассказал, что продление контракта было условием переговоров с правлением команды при строительстве нового стадиона, так как именно Венгер просил о его постройке. Несмотря на уход Анри, в сезоне 2007/08 «Арсенал» демонстрировал удачные результаты, а Эммануэль Адебайор, Матьё Фламини и Сеск Фабрегас играли более заметную роль. Поражение от «Мидлсбро» в декабре 2007 года завершило беспроигрышную серию команды, составившую 22 встречи в лиге. «Арсенал» вёл борьбу за чемпионство. 23 февраля 2008 года нападающий Эдуардо получил серьёзную травму в матче против «Бирмингем Сити», сыгравшую определённую роль во всём сезоне команды. Венгер, возмущённый агрессивным стилем соперников, в своём послематчевом интервью призвал дисквалифицировать нападающего Мартина Тэйлора, позже отказавшись от своих слов. Впоследствии форма «канониров» ухудшилась, что позволило «Манчестер Юнайтед» и «Челси» обойти их в таблице. Сезон был завершён на третьем месте.
Двенадцатый сезон Венгера в команде начался для «Арсенала» нелегко. Вильям Галлас был лишён капитанской повязки в связи с возникшими разногласиями в коллективе. Венгер назначил Фабрегаса его преемником. «Арсенал» занял четвёртое место в чемпионате и дошёл до полуфиналов Лиги чемпионов и Кубка Англии. Сыгранный сезон стал четвёртым подряд даже без серебряных наград в лиге. Венгер подвергался активной критике со стороны болельщиков «Арсенала», однако он отмечал, что это происходило в основном во время игр перед домашней публикой. В сезоне 2009/10 «Арсенал» занял третье место в лиге, а в четвертьфинале Лиги чемпионов команда проиграла «Барселоне». В октябре 2009 года Арсен Венгер превзошёл Джорджа Эллисона и занял первое место по сроку работы с командой в должности главного тренера за всю историю «Арсенала». В августе 2010 года Венгер снова продлил свой контракт на три года. В сезоне 2010/11 «Арсенал», был близок к квадруплу, выигрышу сразу четырёх трофеев за один сезон, но уже в финале первого из них, Кубка Футбольной лиги против «Бирмингем Сити», «канониры» упустили победу. Тогда между вратарем Войцехом Щенсным и защитником Лораном Косельни возникла путаница, которая позволила Обафеми Мартинсу забить победный гол. В дальнейшем команда провела серию неудачных игр (две победы в 11 матчах Премьер-лиги), из-за чего утратила статус претендента на чемпионский титул и в итоге заняла лишь четвёртое место. «Арсенал» вылетел и из Кубка Англии с Лигой чемпионов, проиграв «Манчестер Юнайтед» и «Барселоне» соответственно.
Подготовка «канониров» к сезону 2011/12 была омрачена неопределённостью в отношении состава. Хотя Венгер настаивал на том, что никто из ведущих игроков не покинет клуб, Фабрегас в итоге перешёл в «Барселону», а Гаэль Клиши и Самир Насри — в «Манчестер Сити». В связи с дисквалификациями и травмами 29 августа 2011 года на игру против «Манчестер Юнайтед» Венгер выпустил нескольких резервных игроков, и в итоге «Арсенал» проиграл со счётом 2:8. Такой результат стал для клуба худшим за 115 лет. Тренеру требовалось решить проблему глубины состава, в связи с «Арсенал» заключил ряд трансферов в последние дни летнего трансферного окна. Венгер по большей части сделал ставку на опытных игроков, в числе которых были Йосси Бенаюн, Микель Артета и Пер Мертезакер. «Канониры» неудачно начали сезон, к октябрю проиграв четыре из семи первых матчей — худший результат клуба за последние 58 лет. Однако вскоре подопечным Венгера удалось выправить положение: в том же месяце капитан команды Робин ван Перси сделал хет-трик в ворота «Челси» и позволил «Арсеналу» победить 5:3. Венгеру удалось привести «канониров» к третьему месту в Премьер-лиге, тем самым пройдя квалификацию в Лигу чемпионов в 15-й раз подряд, несмотря на очередной сезон без чемпионства. Ван Перси, которому удалось избежать травм на протяжении всего сезона впервые за долгие годы в клубе, забил 37 голов во всех турнирах. Однако он разочаровался в трансферной политике «Арсенала» и решил не продлевать свой контракт, до окончания которого оставался один год. Летом 2012 года, когда главный тренер «Манчестер Юнайтед» Алекс Фергюсон узнал о ситуации, он позвонил Венгеру, чтобы договориться о трансфере форварда, что в итоге и произошло. В преддверии его продажи «Арсенал» приобрёл нападающих Оливье Жиру и Лукаса Подольски.
Сезон 2012/13 стал первым для Венгера в команде без ассистента Пэта Райса, ушедшего из клуба накануне. На его место был назначен Стив Боулд, который специализировался на работе с защитой. «Арсеналу» не удавалось показывать стабильные результаты в лиге, и уже к ноябрю 2012 года команда отстала от лидеров таблицы «Манчестер Юнайтед» на 12 очков. После поражения в Кубке лиги от «Брэдфорд Сити» Венгер подвергся резкой критике в отношении своей работы — тогда команда, состоящая из постоянных игроков стартового состава, в серии пенальти проиграла сопернику, выступающему на три дивизиона ниже. По дальнейшему ходу сезона «Арсенал» потерпел поражения от «Блэкберн Роверс» и «Баварии» в Кубке Англии и Лиге чемпионов, которые, соответственно, лишили «Арсенал» шансов на трофей в восьмом сезоне подряд. Когда до конца чемпионата оставалось десять игр, «канониры» отставали от четвёртой позиции на семь очков. Венгер отмечал, что его команда больше не может позволить себе терять очки. Француз внёс изменения в стартовый состав ещё во второй игре с «Баварией», выпустив защитника Томаса Вермалена и вратаря Щенсного вместо Косельни и Лукаша Фабьяньского. Хотя в тот момент «Арсенал» вылетел по правилу выездного гола, корректировки Венгера сработали в чемпионате. Победа в заключительном туре над «Ньюкасл Юнайтед» обеспечила четвёртую позицию, что Венгер назвал «облегчением».

#### Период новых побед и уход из клуба (2013—2018)
«Арсенал» начал сезон 2013/14 с поражения от «Астон Виллы» перед домашними трибунами. Болельщики освистали собственную команду. Бездействие «канониров» на трансферном рынке вызывало общественную критику, но Венгер отмечал собственную убеждённость в том, что победа в игре с «Виллой» могла быть добыта и с тем составом, который он выставил на поле. В последнюю неделю трансферного окна клуб совершил рекордный для себя переход — из мадридского «Реала» был куплен Месут Озиль за 42,5 миллиона фунтов стерлингов. Арсен Венгер сыграл важную роль в сделке: он лично позвонил игроку и поговорил с ним на его родном немецком языке, убедив, что переезд в Англию будет способствовать развитию карьеры Озиля. Вскоре «Арсенал» стал чаще побеждать, а голевая серия Аарона Рэмзи помогла команде подняться на первое место к Новому году. Неудачные выступления в матчах с прямыми конкурентами, однако, омрачили шансы «канониров» на титул, а проигрыш «Челси» на «Стэмфорд Бридж» со счётом 0:6 Венгер назвал собственной ошибкой. Эта игра стала для него 1000-й в качестве главного тренера лондонского клуба. В чемпионате «Арсеналу» удалось закрепиться на четвёртой позиции. Помимо этого, команда добилась успеха в Кубке Англии — в финале, уступая по ходу встречи в счёте в два мяча, «канонирам» удалось победить «Халл Сити» и выиграть свой первый за девять лет трофей.
В межсезонье был совершён ещё один крупный переход — Алексиса Санчеса из «Барселоны», который вышел в стартовом составе на матч за Суперкубок Англии 2014. «Арсенал» выиграл и его, победив «Манчестер Сити» со счётом 3:0. В течение сезона 2014/15 Венгер стал чаще задействовать в основном составе Франсиса Коклена и Эктора Бельерина. В мае 2015 года команде снова удалось стать триумфаторами Кубка Англии, который стал шестым лично для Арсена. Это позволило ему сравняться с Джорджем Рэмзи и стать наряду с ним самым успешным тренером в истории турнира. Выступление в лиге завершилось для команды на третьей строчке, а в сезоне 2015/16 «Арсенал» добился дальнейшего прогресса, заняв второе место в лиге. «Канониры» выиграли и Суперкубок Англии — у «Челси» со счётом 1:0. В середине 2016 года команду пополнили Гранит Джака и Шкодран Мустафи. «Арсенал» сильно стартовал в чемпионате, проиграв лишь раз вплоть до декабря, но впоследствии поражения от «Эвертона» и «Манчестер Сити» привели к потере лидерства. Во время игры с «Бернли» Венгер толкнул судью Энтони Тейлора, за что получил дисквалификацию на четыре игры и был оштрафован на 25 000 фунтов стерлингов. Следующие за этим поражения от «Челси» и «Ливерпуля» выбили клуб из гонки за титул, а в марте оказалась под угрозой и квалификация в Лигу чемпионов. 30 апреля «Арсенал» в дерби проиграл «Тоттенхэму», что позволило последним финишировать выше «канониров» в Премьер-лиге впервые с сезона 1994/95. По окончании розыгрыша «Арсеналу» не удалось финишировать в четвёрке лучших, что произошло впервые с сезона 1996/97. Тем не менее команда снова вышла в финал Кубка Англии, где благодаря голам Алексиса Санчеса и Аарона Рэмзи обыграла победителей Премьер-лиги «Челси» (2:1). После этого Венгер стал единоличным лидером по победам в Кубке Англии, а «Арсенал», выиграв его в 13-й раз, получил звание самого успешного клуба в истории этого турнира на тот момент.
Летом 2017 года были совершены переходы двух игроков: Александра Ляказетта, ставшего новым самым дорогим игроком в истории клуба, и Сеада Колашинаца, как свободного агента. 6 августа Венгер выиграл свой седьмой Суперкубок Англии, когда «Арсенал» победил «Челси» по пенальти после ничьей в основное время. Однако уже в третьем раунде Кубка Англии 2017/18 «канониров» смог обыграть «Ноттингем Форест», в связи с чем они завершили своё выступление в турнире. В лиге же «Арсенал» снова оказался за пределами четвёрки лучших. Клуб столкнулся с желанием об уходе одного из лучших игроков команды в лице Санчеса. В январе 2018 года был совершён его обмен в «Манчестер Юнайтед» на Генриха Мхитаряна. В том же месяце Венгер подписал Пьера-Эмерика Обамеянга за очередную рекордную для клуба сумму в 56 миллионов фунтов стерлингов. Однако эти приобретения не помогли «Арсеналу» качественно улучшить результаты, и 20 апреля 2018 года Венгер объявил, что покинет пост главного тренера «Арсенала» в конце сезона. Его последней игрой на домашнем стадионе стала победа над «Бернли» (5:0) 6 мая. Перед этой игрой стадион стоя аплодировал Венгеру, также в качестве подарка от клуба ему была вручена золотая уменьшенная копия кубка Премьер-лиги, который был выигран в сезоне 2003/04 без единого поражения. Француз завершил свою работу победой в гостях над «Хаддерсфилд Таун» (1:0). Позже Венгер рассказал, что хотел остаться в «Арсенале» ещё на некоторое время, но клуб решил, что ему лучше уйти. Ещё зимой совет директоров сообщил ему о своём решении расторгнуть контракт в конце сезона. Венгер назвал негативное отношение к нему со стороны руководства и болельщиков «неоправданным», а свой уход — «очень тяжёлым» и «очень жестоким».

## Тренерский стиль

### Тактические расстановки
К футбольной тактике Арсен Венгер стал присматриваться с самого детства, когда он вдохновлялся игрой мёнхенгладбахской «Боруссии». Впоследствии на него повлияли идеи «тотального футбола», игрового стиля, который был популяризирован нидерландским тренером Ринусом Михелсом во время работы в «Аяксе» в 1960-х и 1970-х годах. Венгер вспоминал, что команда Михелса была наполнена идеальными игроками, которые показывали тот футбол, в который он хотел бы играть сам. Во время работы в «Монако» в основном Арсен использовал расстановку 4-4-2, хотя пробовал и 4-3-3, которую предпочитал Михелс. Схему 4-4-2 Венгер будет использовать и по ходу всей дальнейшей карьеры, отмечая, что никакая другая расстановка не является столь же эффективной в контроле пространства. Однако в свои последние сезоны в «Арсенале» француз редко использовал её.
«Для меня футбол — это, прежде всего, игра. Она имеет определенные рамки, но при этом должна оставлять определенную свободу для самовыражения. В настоящее время во Франции мы, кажется, нашли правильный баланс между организацией команды и свободой, предоставленной игроку»
Арсен Венгер отличался выражением доверия к собственным игрокам — он поощрял обучение футболистов на собственных допущенных ошибках. Он хотел добиться проявления личной интуиции и наблюдений у отдельного игрока, чтобы ему не нужно было постоянно отдавать точные команды. Сол Кэмпбелл говорил, что Венгер возлагал на игроков большую ответственность в плане построения игры, а также хотел, чтобы они импровизировали на поле, особенно в последней его трети. Когда француз пришёл в «Арсенал», он отмечал, что хочет видеть «настоящий, современный футбол», который в его понимании выражался в компактном расположении игроков как по линиям, так и зонально, а также демонстрацию ими быстрых, скоординированных движений и хорошей техники. Для Венгера было характерно строить игру от сильных сторон собственных команд, а не искать недостатки противников, которыми можно было бы пользоваться.
В «Монако» Венгер быстро пришёл к необходимости образования зональной обороны, тогда как в то время большинство использовало персональную опеку. Перед официальным назначением в «Арсенал» в 1996 году, во время игры с мёнхенгладбахской «Боруссией» в Кубке УЕФА, Венгер посоветовал и. о. тренера перейти с предпочитаемой командой расстановки 3-5-2 на 4-4-2. Тактическое изменение не принесло желаемого эффекта, так как «Арсенал» в итоге упустил победу. В течение большей части сезона 1996/97, уже после официального прихода француза, лондонский клуб продолжал играть по схеме 3-5-2, поскольку это была единственная схема, к которой привыкли имевшиеся защитники, команде также мешали и травмы. В своём втором сезоне Венгер стал регулярно использовать расстановку 4-4-2 и сосредоточился на усилении передней шестерки игроков, подписав вингеров Марка Овермарса и Луиша Боа Морте, а также образовав пару центральных полузащитников Виейра — Пети. По словам спортивного журналиста Джонатана Уилсона, в процессе самой игры расстановка «канониров» была похожа на 4-3-3, так как Овермарс, игравший слева, часто выдвигался выше по полю, а правый крайний полузащитник Рэй Парлор играл рядом с Виейра и Пети для укрепления середины поля. В сезоне 1998/99 французскому тренеру нужно было компенсировать низкую результативность своей команды в атаке, поэтому он полагался на опытную защиту, которая пропустила лишь 17 голов за 38 игр чемпионата. В дальнейшем Венгер использовал 4-4-2 с нетрадиционно большим акцентом на атаку и движение, в основном по левому флангу. К сезону 2005/06 клубы в Англии всё чаще предпочитали использовать схему 4-5-1. Венгер не хотел использовать эту расстановку, неудачно применив её однажды, но позже отметил полезность добавления ещё одного игрока в полузащиту в условиях тех лет и иногда стал прибегать к этой схеме, в том числе на матчах Лиги чемпионов, где «Арсенал» дошёл до финала. С появлением в первой команде Сеска Фабрегаса француз решил отойти от контратакующего стиля и отдать акцент большему владению мячом. В сезоне 2009/10 «канониры» стали играть по схеме 4-3-3, чтобы воспользоваться креативностью Фабрегаса. После ухода этого игрока Венгер предпочитал 4-1-4-1 и 4-2-3-1. Во второй половине сезона 2016/17 Арсен применил расстановку 3-4-3, которая была подобна используемой тренером «Челси» Антонио Конте.
Победа «Арсенала» со счётом 5:1 над «Портсмутом» в марте 2004 года позволила прессе напрямую сравнивать этот клуб с «Аяксом» и его победными выступлениями начала 70-х годов. Тренер «Портсмута» Гарри Реднапп в частности отмечал постоянное движение «канониров». В тот период команду Венгера приравнивали к одной из лучших в мире. Однако тактика и работа французского тренера подвергалась и критике — за неэффективность, отсутствие разнообразия в технике. Венгер не был известен тем, что делал какие-либо замены, кардинально меняющие игру, французу было сложно побеждать гибких соперников. Философия Венгера отличается от прагматичного подхода многих его соперников, хотя иногда он использовал и такой подход для демонстрации дисциплины на поле, в частности в финале Кубка Англии 2005 года против «Манчестер Юнайтед». Частые проигрыши прямым конкурентам в начале 2010-х годов заставили Венгера поступиться своими принципами, ориентированными на атаку, в пользу более плотной игры. Подход команды стал менее предсказуемым, чем когда она строилась вокруг Фабрегаса. Предсказуемость «Арсенала» в тот период позволила Алексу Фергюсону разработать «шаблон» для победы над «канонирами», который включал выставление игроков с умением перехватывать передачи.

### Тренировочный процесс
Венгер руководил тренировками самостоятельно, но занимался лишь общим руководством — делегируя персональную работу с игроками своему штабу. Он разделял команду на группы, наблюдая за ними и контролируя тренировочный процесс. Типичная тренировка при Венгере длилась 90 минут, была точно спланирована и расписана по времени, включала работу над координацией, позиционной игрой, а также небольшие игры на ограниченном пространстве. За день до матча французский специалист уделял внимание ментальной и тактической работе с командой, варьировал стиль тренировок.
Венгер считал хорошо сбалансированное здоровое питание важной частью подготовки футболиста. Подобное мировоззрение он получил в Японии, где, как отмечал сам Арсен «весь образ жизни связан со здоровьем», а рацион состоит в основном из вареных овощей, рыбы и риса. В «Арсенале» Венгер приглашал диетологов, которые объясняли преимущества здорового образа жизни, а также привлекал остеопата из сборной Франции, который ежемесячно проводил коррекцию тела игроков. При Венгере были введены плиометрические упражнения, направленные на укрепление мышц, сам тренер регулярно заставлял игроков разминаться до и после матчей. До 2004 года он рекомендовал своим игрокам принимать креатин для повышения выносливости, но позже перестал, заметив побочные эффекты. Нововведения оказали положительный эффект на команду — позволили возрастным защитникам дольше выступать на высоком уровне, а также сделали «Арсенал» сильнее во второй половине сезона. Хотя такие методы были распространены в итальянском футболе, в Англии до прихода Венгера подобное не воспринималось всерьёз.
В последующие годы режим тренировок Арсена Венгера подвергался критике в связи с высоким уровнем травматизма его команды. С сезона 2004/05 по сезон 2014/15 года игроки «Арсенала» в сумме пропустили 13 161 день из-за травм — больше всех в Премьер-лиге (например у «Челси» — 7 217 дней). В 2014 году для решения этой проблемы Венгер пригласил тренера по физподготовке Шэда Форсайта; год спустя статистика показала, что средняя продолжительность травм в команде снизилась более чем на 25 %.

### Трансферная политика
Развитие молодых футболистов и поиск талантов за рубежом были центральной частью кадровой политики Венгера. Он полагался на сеть скаутов и личные контакты, чтобы найти и привлечь талантливых футболистов для игры под его руководством. Важную роль в стратегии Венгера играли статистические данные — например, решение о подписании Матьё Фламини в 2004 году было принято, когда он просматривал статистику, чтобы найти сменщика Виейра. Венгер занимался изучением ментального здоровья молодых футболистов с помощью периодических психометрических тестов, которые проводил психолог. Арсен отмечал личную гордость за работу по воспитанию молодых талантов. Ещё в период работы в «Монако» Венгер применял методы оценки футболистов, которые были необходимы для более объективной оценки их игры.
В начале своей тренерской карьеры Венгер отмечал потенциал африканского футбола, что повлияло на его трансферные сделки в «Монако». По рекомендации тренера Клода Ле Руа Арсен подписал либерийца Джорджа Веа, который впоследствии стал первым африканцем, получившим «Золотой мяч» и звание «Игрок года ФИФА». Веа, в свою очередь, выражал признание своему тренеру. В последние годы работы в «Монако» Венгер работал с Роже Менди, сенегальским защитником, признанным в 1991 году одним из десяти лучших африканских футболистов по версии журнала France Football. Тогда же под руководством Арсена играл и нигериец Виктор Икпеба, нападающий, получивший награду лучшего африканского игрока года. В период работы Венгера команду пополнили такие молодые игроки как Эмманюэль Пети, Лилиан Тюрам, Тьерри Анри и Давид Трезеге.
После перехода в «Арсенал» Венгер использовал накопившиеся обширные знания европейского трансферного рынка — особенно в родной Франции — для подбора игроков. Первой его покупкой в качестве главного тренера «Арсенала» стал Николя Анелька из «Пари Сен-Жермен» за 500 000 фунтов стерлингов. Последующая продажа игрока в «Реал Мадрид» всего два года спустя за более чем 20 миллионов фунтов стерлингов подчеркнула проницательность Венгера на трансферном рынке. Он поддерживал контакты с футбольной академией в Абиджане, столице Кот-д’Ивуара, что позволило французскому специалисту найти Коло Туре и Эммануэля Эбуэ, которые впоследствии стали игроками «Арсенала». Также Венгер убедил Сеска Фабрегаса и Эктора Бельерина, выпускников «Ла Масии», присоединиться к его команде. Политика частого привлечения молодых игроков подверглась критике со стороны председателя правления «Баварии» Карла-Хайнца Румменигге, который утверждал, что это равносильно торговле детьми. Венгер ответил, что немецкий клуб сам заигрывал молодых футболистов в основной команде.
Когда «Арсенал» переехал на стадион «Эмирейтс», Венгер отдал полное предпочтение инвестициям в молодёжь вместо покупки опытных игроков. Он описал это как способ создания «идентичности» «Арсенала». Уход вице-председателя совета директоров Дэвида Дейна в сочетании с перенасыщением трансферного рынка денежными средствами привёл к тому, что Венгеру стало трудно покупать игроков так же эффективно, как и раньше. Его команда не смогла повторить успех конца 1990-х и начала 2000-х годов, хотя «Арсенал» регулярно занимал как минимум четвёртое место (или выше) в чемпионате — с 2006 по 2011 год. «Канониры» заработали репутацию фарм-клуба для более богатых команд, поскольку Венгеру было трудно удерживать своих лучших игроков. Период финансовых ограничений, возникших в связи с переездом на новый стадион, Арсен назвал «очень чувствительным». С сезона 2011/12 он вернулся к покупке проверенных исполнителей, и стал сочетать друг с другом опытных и молодых футболистов в своей команде. Наблюдая за трансферной политикой Венгера в 2009 году, Алекс Фергюсон отметил, что ей не хватает баланса — по мнению тренера «Арсеналу» для укрепления состава были нужны игроки оборонительного плана. Игроки, которых приобретал Венгер, иногда подвергались критике за их характер и недостаточные лидерские качества. Французский специалист обладал имиджем экономного тренера, так как иногда вообще не совершал трансферов в доступный для этого период, но он сам отметил, что работа тренера заключается не только в покупке игроков, а в выведении их на новый уровень, что невозможно сделать постоянно меняя состав.

### Привлечение иностранных игроков
Венгер стал одним из первых главных тренеров в английском футболе, который стал искать подходящих легионеров для своей команды. Его команда 1998 года, сделавшая «золотой дубль», была описана журналистом Джейсоном Коули как «образец расовой и мультикультурной интеграции», которая была «первой по-настоящему глобализированной командой». Ричард Джолли, пишущий для газеты The National, добавил, что Венгер способствовал глобализации Премьер-лиги и показал преимущество назначения иностранных тренеров в связи с их зарубежным опытом. Сам Венгер считал, что он изменил отношение к иностранным тренерам в Англии:

«Когда я приехал сюда, люди думали о том, что иностранный тренер не может быть успешным в Англии. Теперь у вас другое чувство, теперь вы думаете, что только иностранные тренеры могут быть успешными. Это тоже неправильно. Я считаю, что внёс свой вклад в изменение отношения к иностранным специалистам. Это может показаться претенциозным, но я так не думаю. Я могу показать несколько статей, где люди пытались доказать, что иностранные тренеры никогда не смогут выиграть английский чемпионат. Ситуация изменилась, и я, конечно, внёс в это свой вклад. Но я также один из немногих, кто защищает английских наставников»
Однако постоянный приток легионеров в «Арсенал» вызывал критику. 14 февраля 2005 года «канониры» впервые в своей истории заявили на игру 16 человек, среди которых не было ни одного британского игрока. Это побудило руководителя Ассоциации профессиональных футболистов Гордона Тейлора заявить, что это начало тревожного периода для английского футбола. Год спустя тренер Алан Пардью сказал, что успех «Арсенала» в Лиге чемпионов не обязательно считать триумфом британского футбола. Венгер считал, что вопрос национальности не имеет значения в выборе игроков, отмечая первоочерёдность качеств футболистов. Такой подход получал и поддержку — Тревор Брукинг, директор по развитию футбола в Футбольной ассоциации, выступил в защиту Венгера. Брукинг заявил, что отсутствие английских игроков в одном из самых успешных клубов Англии является скорее отражением ограниченного количества талантов в Англии, чем неправильными действиями Венгера. Это мнение разделял тренер молодёжной команды и бывший игрок «Ливерпуля» Крейг Джонстон. Под руководством Венгера в «Арсенале» свою профессиональную карьеру начали и несколько англичан, среди них были Эшли Коул, Дэвид Бентли и Мэтью Апсон. Венгер однажды отметил, что построение команды вокруг английских игроков может быть преимуществом из-за их более вероятного желания играть за «Арсенал» в долгосрочной перспективе, однако на первый план всё равно ставил уровень футболистов.

## Работа в ФИФА
13 ноября 2019 года Арсен Венгер был назначен на должность руководителя отдела ФИФА по глобальному развитию футбола, в его задачи вошли рост и продвижение футбола во всём мире. Одновременно с этим Венгер вошёл в состав ИФАБ, где сосредоточился на вопросе усовершенствования футбольных правил. Занимая эти посты, выступал с различными инициативами изменений футбольных правил, к числу которых относились ввод мяча из аута ногами, расширение границ поля при подаче угловых, исполнение штрафного удара в несколько касаний, другой ракурс фиксации офсайда, сокращение игрового времени, сокращение количества арендуемых игроков в течение сезона.

## Взаимоотношения с другими людьми
Отношения Венгера с другими тренерами и руководителями футбольных организаций не всегда были доброжелательными. В интервью газетам The Times и Daily Mail в 2009 году француз рассказал, что не держит дружеских и полностью открытых отношений с другими тренерами, а его нежелание доверять им принималось за невежливость. Соперничество Арсена Венгера с главным тренером «Манчестер Юнайтед» Алексом Фергюсоном стало широко известно среди общественности. Оно началось в 1997 году, после прихода Венгера на должность тренера «канониров», когда «Арсенал» и «Манчестер Юнайтед» ежесезонно боролись друг с другом за чемпионский титул. Противостояние достигло своей кульминации в матче, который получил название «Битва в буфете». В нём «Юнайтед» прервал беспроигрышную серию «Арсенала» в Премьер-лиге из 49 матчей. Впоследствии оба тренера старались смягчить градус своего соперничества. В своей автобиографии Фергюсон позже написал, что события «Битвы в буфете» «взорвали мозг Арсена» и привели к разрыву их общения друг с другом почти на пять лет. К 2009 году противостояние с Фергюсоном постепенно сходило на нет, поскольку «Арсенал» перестал конкурировать с «Манчестер Юнайтед» за главные награды.
Арсен Венгер несколько раз ввязывался в словесную перепалку с главным тренером «Челси» Жозе Моуринью. Осенью 2005 года Моуринью обвинил Венгера в «одержимости» «Челси» и назвал его вуайеристом. Венгер сказал, что лишь отвечал на вопросы журналистов, которые спрашивали только о его клубе, и назвал отношение португальца неуважительным. Моуринью позже извинился и выразил сожаления о своём комментарии «вуайерист». В 2014 году Моуринью назвал Венгера «специалистом по неудачам». Это было сделано в ответ на комментарии француза о том, что «Челси» был главным претендентом на чемпионство, но не выиграл его. Венгер сказал, что комментарии португальского наставника были «глупыми и неуважительными» и поставили «Челси» в неловкое положение. Когда Моуринью спросили, сожалеет ли он о своём замечании, португалец ответил: «Вы должны спросить его, сожалеет ли он о своих комментариях». В октябре 2014 года, во время матча Премьер-лиги между «Арсеналом» и «Челси», Венгер вступил в перепалку с Моуринью на бровке. Позже Арсен извинился за своё поведение.
Когда арбитры принимали решения не в пользу команды Венгера, зачастую он спускал на них свой гнев. В августе 2000 года после поражения «Арсенала» от «Сандерленда» (0:1) француз был обвинён в «предполагаемом угрожающем поведении и физическом запугивании» по отношению к четвёртому судье Полу Тейлору. Дисциплинарная комиссия Футбольной ассоциации Англии признала Венгера виновным: он получил 12-матчевую дисквалификацию и штраф в размере четырёхнедельной зарплаты. После финала Кубка Футбольной лиги 2007 года француз назвал лайнсмена лжецом за его слова в послематчевом отчёте о том, что Эммануэль Адебайор специально ударил Фрэнка Лэмпарда из «Челси». Это привело к расследованию Футбольной ассоциации, штрафу и предупреждению. В марте 2011 года организация УЕФА обвинила Венгера в неподобающем поведении из-за его комментариев, сделанных арбитру Массимо Бузакке после поражения «Арсенала» от «Барселоны». Арсен был оштрафован на 10 000 евро и дисквалифицирован на один матч клубных турниров УЕФА. Позже это наказание было продлено ещё на две игры, когда стало известно, что Венгер общался со своим тренерским штабом в матче против «Удинезе», на который был дисквалифицирован. Год спустя Венгер был обвинён в неподобающих комментариях в адрес арбитра Дамира Скомины, работавшего на проигранной «Арсеналом» встрече Лиги чемпионов с «Миланом». Француз был оштрафован на 33 000 фунтов стерлингов и получил трёхматчевую дисквалификацию.
В первые годы работы в «Арсенале» Венгер подвергался тщательному изучению за плохое дисциплинарное поведение клуба; Уинтер в 2003 году назвал его «не иначе как волной преступности», а председатель совета директоров Питер Хилл-Вуд признал поведение игроков неприемлемым. С сентября 1996 года по февраль 2014 года команда получила 100 красных карточек. Венгер часто пытался защитить своих игроков, вовлечённых в спорные инциденты на поле, говоря, что он не видел инцидента; к такому варианту он прибегал, когда не было «рационального объяснения», чтобы защитить его, и что он имел в виду интересы игрока. Тем не менее, в 2004 и 2005 годах лондонский клуб занимал первые места в таблице фейр-плей Премьер-лиги за спортивное поведение, а в 2006 году занял второе место. Их рекорд как одного из самых спортивных клубов дивизиона продолжался до 2009 года, когда команда вошла в четвёрку лучших в таблице фейр-плей. В сезоне 2009/10 команда Венгера снова возглавила таблицу фейр-плей.
В феврале 1999 года Венгер предложил «Шеффилд Юнайтед» переиграть матч пятого раунда Кубка Англии сразу после его окончания из-за спорных обстоятельств победы. Решающий гол был забит Овермарсом после того, как Кану не стал возвращать сопернику мяч, который был выбит в аут, чтобы дать возможность медицинскому персоналу выйти на поле и оказать помощь Ли Моррису из «Шеффилд Юнайтед». «Арсенал» выиграл переигровку со счётом 2:1.

## Признание и наследие
Во время работы в «Арсенале» Арсен Венгер пользовался большой поддержкой совета директоров клуба, который демонстрировал высокую веру в тренера и его долгосрочное планирование. Приход француза в клуб привёл к изменению его футбольного стиля — «канониров» ранее описывали как скучную команду, у которой нет креативности. В 2004 году журналист Алан Хансен назвал «Арсенал» Венгера самой разрушительной командой, которую видели Британские острова. Тренер Брайан Клаф однажды сказал: «„Арсенал“ ласкает футбольный мяч так, как я мечтал ласкать Мэрилин Монро». Сам Венгер говорил, что своим величайшим наследием в лондонском клубе определяет стиль, который внедрил. Во время домашних матчей болельщики регулярно вывешивали баннеры «Арсен знает» и «Мы верим в Арсена», хотя с течением лет росло и количество критики в его адрес.
Вице-председатель совета директоров «Арсенала» Дэвид Дейн назвал Венгера самым важным наставником в истории клуба, который произвёл революцию, превратил игроков в мастеров мирового класса. Тренер Грэм Тейлор сказал о Венгере в 2002 году: «Я считаю, что его самый большой вклад в футбол — это донесение до игроков идеи о том, что они должны правильно готовиться и заботиться о себе». Венгера хвалили за помощь в решении финансовых проблем «Арсенала» после переезда на новый стадион, это сделал, в частности, генеральный менеджер бейсбольного клуба «Окленд Атлетикс» Билли Бин, который высоко оценил и его трансферную стратегию. В 2007 году было установлено, что клуб Венгера — единственный в Премьер-лиге, который регулярно получает прибыль от трансферов.
Хотя при Венгере «Арсенал» стал постоянным участником Лиги чемпионов, француз никогда не выигрывал континентальные турниры — лишь по разу он участвовал в финале Лиги чемпионов и Кубка УЕФА с «Арсеналом», а также Кубка обладателей кубков с «Монако». Это часто определяется как пятно на его тренерской карьере. Писатель Майкл Кельвин утверждал, что, несмотря на неудачи в Европе, Венгер должен считаться одним из лучших тренеров в истории футбола, а также назвал его самым влиятельным тренером современной эпохи. Венгер следовал своему идеалистическому видению футбола, что часто подвергалось критике в течение второго десятилетия его работы в «Арсенале». В 2016 году журналист Генри Винтер заявил, что методы француза больше не дают ему преимущества над другими, и ему нужно адаптироваться или уйти в отставку. Винтер также предположил, что клуб устраивает прибыль, которую он получает от места в четвёрке лидеров, а тренеру нужны жёсткие люди, которые бросят ему вызов. Алекс Фергюсон, однако, выражал восхищение последовательностью Венгера и его упрямым характером.
В 2002 году Венгер был награждён высшей наградой Франции — орденом Почётного легиона. В 2003 году стал почётным кавалером ордена Британской империи за заслуги перед футболом. Во время последнего сезона «Арсенала» на «Хайбери» (2005/06), болельщики выразили свою признательность французскому тренеру, устроив «День Венгера» в качестве тематического дня матча — одного из специальных мероприятий по ходу сезона. Он был проведён в его 56-й день рождения, 22 октября 2005 года, тогда же была произошла игра чемпионата с «Манчестер Сити». В 2006 году Венгер был введён в Зал славы английского футбола вместе с бывшим главным тренером сборной Англии Роном Гринвудом. Кроме того, совет директоров «Арсенала» во время ежегодного общего собрания акционеров клуба в октябре 2007 года в знак уважения к Венгеру установил его бронзовый бюст, подобный бюст был сделан ранее в отношении Герберта Чепмена. Астроном Иан Гриффин, болельщик «Арсенала», дал одному из астероидов название 33179 Arsènewenger. В мае 2016 года, недалеко от Страсбурга, где родился Венгер, был открыт стадион его имени. На нём стала выступать команда «Дюпигайм», вместимость — 500 человек. В 2023 году Арсен Венгер вместе с Алексом Фергюсоном был внесён в Зал славы английской Премьер-лиги.

## Достижения

### В качестве игрока
«Страсбур»
- Чемпион Франции: 1978/79

### В качестве тренера
«Монако»
- Чемпион Франции: 1987/88
- Обладатель Кубка Франции: 1990/91

«Нагоя Грампус»
- Обладатель Кубка Императора: 1995
- Обладатель Суперкубка Японии: 1996

«Арсенал»
- Чемпион Англии (3): 1997/98, 2001/02, 2003/04
- Обладатель Кубка Англии (7): 1997/98, 2001/02, 2002/03, 2004/05, 2013/14, 2014/15, 2016/17
- Обладатель Суперкубка Англии (7): 1998, 1999, 2002, 2004, 2014, 2015, 2017
- Финалист Лиги чемпионов УЕФА: 2006

### Личные
- Тренер года в Джей-лиге: 1995
- Тренер сезона английской Премьер-лиги (3): 1998, 2002, 2004
- Тренер месяца английской Премьер-лиги (15): 1998: март, апрель; 2000: октябрь; 2002: апрель, сентябрь; 2003: август; 2004: февраль, август; 2007: сентябрь, декабрь; 2011: февраль; 2012: февраль; 2013: сентябрь; 2015: март; 2015: октябрь
- Тренер года по версии Onze d’Or (4): 2000, 2002, 2003, 2004
- Тренер года во Франции по версии «France Football»: 2008
- World Soccer Magazine Лучший тренер года: 1998
- Лучший тренер первого десятилетия XXI века по версии IFFHS: 2010
- Член Зала славы английского футбола: 2006
- Офицер Ордена Британской империи: 2003
- Орден Почётного легиона: 2002
- Включён в Зал славы английской Премьер-лиги: 2023[429]

## Тренерская статистика
| Клуб          | Страна  | Начало работы    | Завершение работы | Показатели | Показатели | Показатели | Показатели | Показатели |
| Клуб          | Страна  | Начало работы    | Завершение работы | И          | В          | Н          | П          | % побед    |
| ------------- | ------- | ---------------- | ----------------- | ---------- | ---------- | ---------- | ---------- | ---------- |
| Нанси         | Франция | 1 июля 1984      | 30 июня 1987      | 122        | 37         | 30         | 55         | 30,33      |
| Монако        | Франция | 1 июля 1987      | 17 сентября 1994  | 349        | 169        | 105        | 75         | 48,42      |
| Нагоя Грампус | Япония  | 1 февраля 1995   | 28 августа 1996   | 83         | 46         | 4*         | 33         | 55,42      |
| Арсенал       | Англия  | 30 сентября 1996 | 30 июня 2018      | 1236       | 708        | 280        | 248        | 57,28      |
| Итого         | Итого   | Итого            | Итого             | 1790       | 960        | 419        | 411        | 53,63      |

Данные откорректированы по состоянию на 13 мая 2018 года

*В период работы Венгера в японской Джей-лиге в случае завершения основного времени матча вничью назначалось дополнительное время и серия пенальти. Все ничьи пришлись на матчи группового этапа Кубка Японии.

## Личная жизнь
Арсен Венгер был женат на бывшей баскетболистке Энни Бростерхаус, от которой у него есть одна дочь — Леа (род. 1997). Венгер и Бростерхаус развелись в 2015 году. Он живёт в Тоттеридже, одном из районом Лондона, проводит свободное время преимущественно за просмотром и изучением футбольных матчей. Интересуется политикой. Венгер — католик, своё мировоззрение и ценности он объясняет религиозным воспитанием в Эльзасе. Он говорит на французском и немецком языках, изучал английский на трёхнедельных курсах в Кембридже, выучил итальянский и испанский, владеет и японским языком.
Помимо своей тренерской работы, Венгер был футбольным консультантом на французском телеканале TF1 с 2004 по 2014 год, а с 2016 года работает на beIN Sports. Он был амбассадором компании Castrol, спонсора чемпионата мира. В рамках соглашения Арсен провёл несколько тренировочных сборов для международных молодёжных команд по всему миру, чтобы внести свой вклад в Castrol Performance Index, систему сбора статистических данных футболистов. В 2010 году Венгер попросил о конфиденциальности после того, как британская газета заявила, что у него был роман с французской певицей. Он отметил, что хотел бы решить этот вопрос в частном порядке. В 2020 году Венгер выпустил автобиографию под названием My Life in Red and White (с англ. — «Моя жизнь в красно-белом»).